# Annaléna
Az Annaléna női név az Anna és a Léna nevek összevonásából keletkezett.

## Rokon nevek
Anna, Léna

## Gyakorisága
Az újszülötteknek adott nevek körében az 1990-es évekbeni előfordulásáról nincs adat. A 2000-es és a 2010-es években sem szerepelt a 100 leggyakrabban adott női név között.
A teljes népességre vonatkozóan az Annaléna sem a 2000-es, sem a 2010-es években nem szerepelt a 100 leggyakrabban viselt női név között.

## Névnapok
Július 15.[forrás?]

## Híres Annalénák
- „Annalena” utónevű személyek szócikkeinek listája a Wikidata alapján